# Ottonia glaucescens
Ottonia glaucescens là một loài thực vật có hoa trong họ Hồ tiêu. Loài này được (Jacq.) Endl. miêu tả khoa học đầu tiên năm 1842.